# Alexandre Millerand
Etienne, Alexandre Millerand (n. 10 februarie 1859 – d. 7 aprilie 1943) a fost un politician socialist francez. A fost prim-ministrul Franței în perioada 20 ianuarie - 23 septembrie 1920 și apoi președinte între anii 1920 - 1924, urmându-i lui Paul Deschanel.
Alexandre Millerand a fost avocat de profesie, socialist din convingere care a colaborat la legiferarea drepturilor muncitorești de odihnă prin stabilirea orelor de muncă.